# Wilhelmshavener Aansluiting
Wilhelmshavener Kreuz is een knooppunt in de Duitse deelstaat Nedersaksen
Op dit aangepast klaverbladknooppunt ten westen van de stad Wilhelmshaven kruist de A29 Wilhelmshaven-Oldenburg de B210 Jever-Wilhelmshaven.